# Åhléns Östermalmstorg

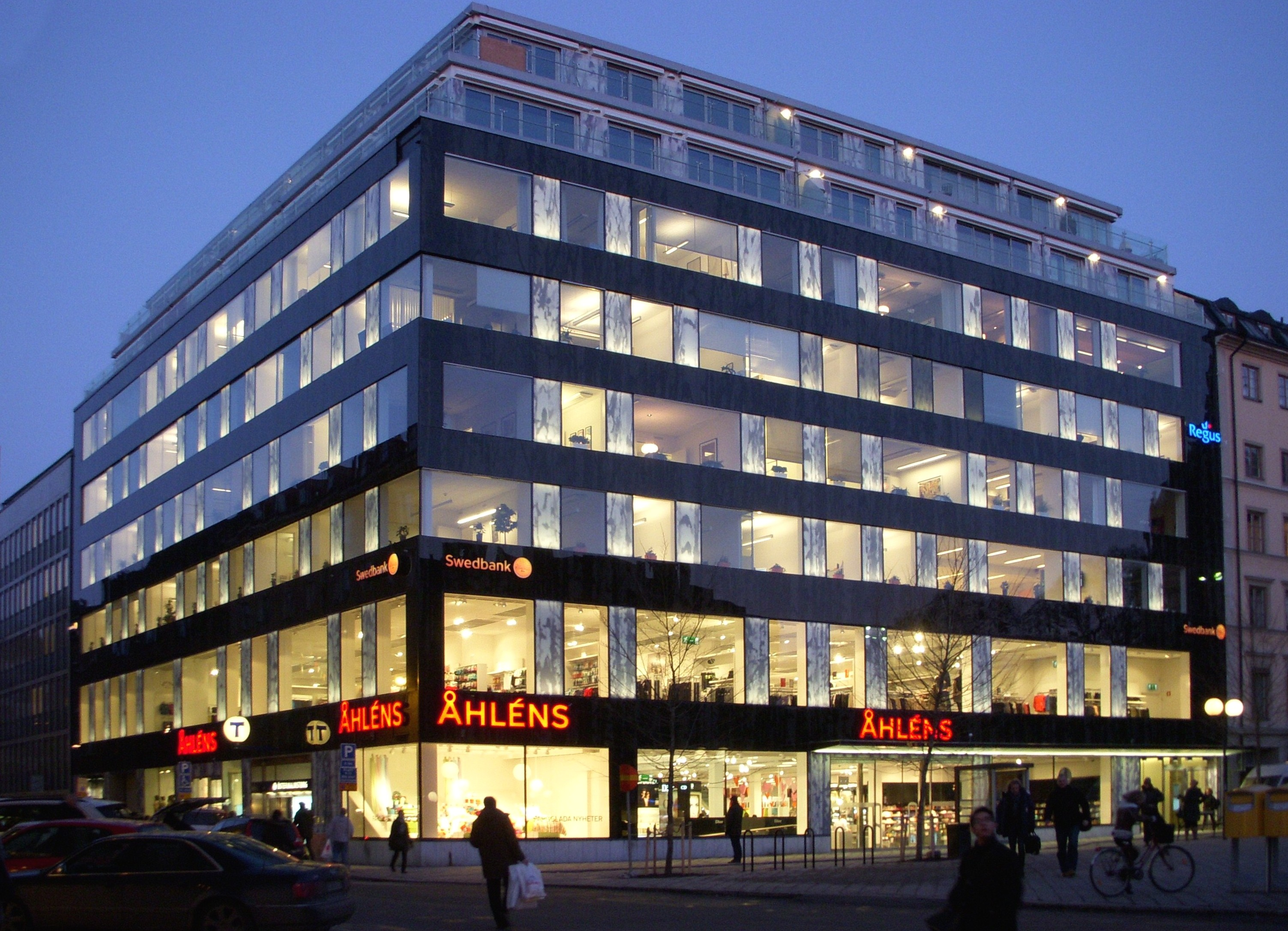
Åhlens Östermalmstorg i februari 2011.

Åhléns Östermalmstorg ligger i kvarteret Krejaren hörnet Östermalmstorg/Nybrogatan på Östermalm i centrala Stockholm. På platsen fanns fram till 2001 privatteatern Folkan. Rivningen av teatern och den gamla byggnaden vållade debatt likaså fasadutformningen av den nya byggnaden. Sedan mars 2010 disponerar varuhuset Åhléns tre våningsplan i huset.

## Historik
Byggnaden i Krejaren 2 uppfördes 1856 och ritades av arkitekt Fredrik Wilhelm Scholander. 1863 påbyggdes dåvarande Ladugårdslandsteaterns foajé med två våningar. 1906 tillkom en ny teatersalong och fasad för dåvarande Ladugårdslandsteatern, ritad av Axel Anderberg. Åren 1935 till 1937 omgestaltades fasaderna i en modernistisk stil, vid det tillfälle skapades Folkans nya salong, scen och baldakinen med neonskylten ”folkan” i skrivstil. Arkitekter var Sture Frölén och Albin Stark. År 2001 stängde Folkan och i december 2007 revs folkanfastigheten för att bereda plats för en ny byggnad. Anledning var en bristfällig grundläggning med sättningar till följd. Detaljplanen överklagades flera gånger men 2007 vann den laga kraft.

## Åhlénshuset
Sedan 2000 genomfördes två arkitekttävlingar men förslagen kritiserades av bland annat Stockholms skönhetsråd. 2009 började fastighetsägarna  Peab och Fast Partner uppföra ett nytt affärs- och kontorshus efter ritningar av arkitektkontoret Equator. Equator ritade en åttavåningsbyggnad med två indragna takvåningar och fasader av mönstrade vita och svarta glasskivor.
Den 11 mars 2010 kl. 18.00 premiäröppnade Åhléns sitt nya varuhus på Östermalmstorg för inbjudna. Företaget disponerar tre våningsplan med totalt 3300 m² yta. Varuhuset har tre entréer, från torget, Nybrogatan och tunnelbaneplanet.

## Fasadproblem

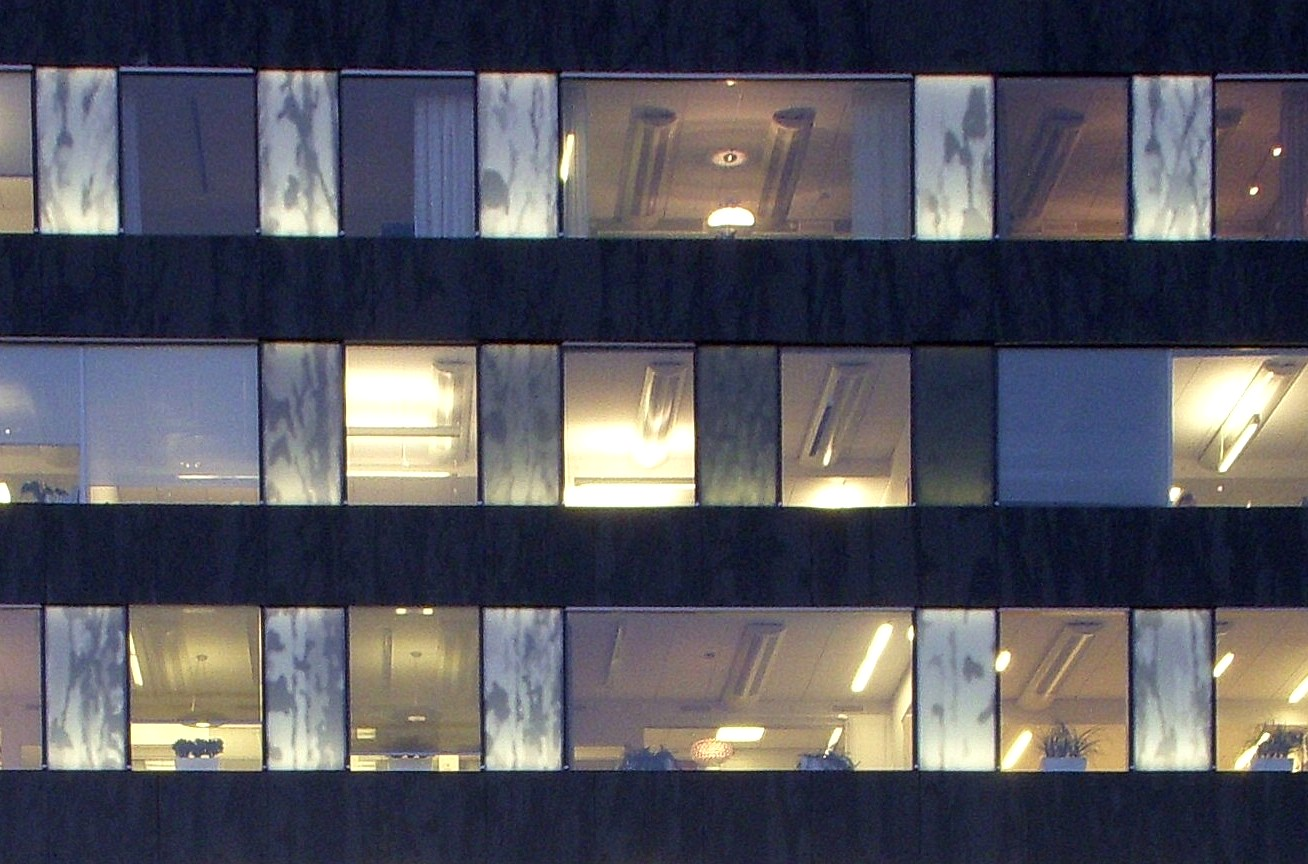
Fyra provplattor (i bildmitt), 2011.

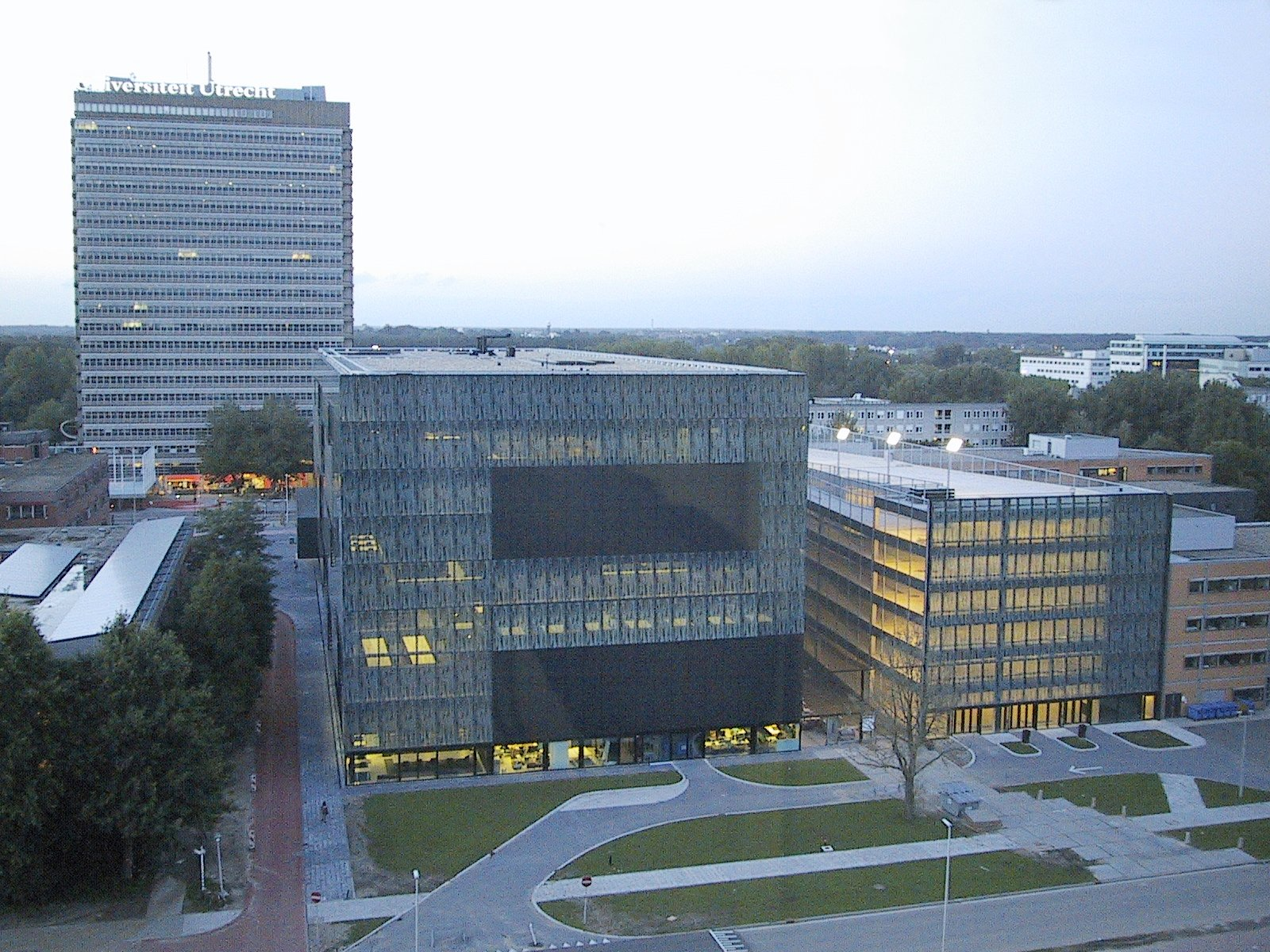
Referens: Universitetsbibliotek i Utrecht

Enligt det till byggnadsnämnden inlämnade förslaget fick byggherren bygglov för en fasad klädd med ljusa och mörka glasskivor med screentryck föreställande abstrakta mönster i bröstningarna och björkstamsliknade mönster mellan fönstren. Som referens tjänade universitetsbiblioteket i Utrecht (byggnaden i De Uithof). Enligt Stockholms stadsbyggnadsborgarråd Kristina Alvendal strider fasadens utformning mot bygglovet. Hon menade ”Det här är inte alls vad vi vill ha på den här platsen”.
I december 2010 lät fastighetsägaren montera fyra provplattor med varierande ljushetsgrad på fjärde våningsplanet för bedömning genom bland annat arkitekt Per Kallstenius (tidigare stadsarkitekt i Stockholm). Under besöket på Östermalmstorg fastnade Regina Kevius (stadsbyggnadsborgarråd)
och Per Kallstenius för det näst mörkaste alternativet. Enligt Kallstenius blir huset lugnare och den totala kompositionen bättre.